# Artur Dobiecki
Artur Dobiecki (ur. 18 września 1884 w Cianowicach, zm. 29 lipca 1948 w Paryżu) – polski ziemianin, ekonomista i polityk, poseł i senator RP.

## Życiorys
Był synem Bronisława Dobieckiego, ekonomisty i prezesa Towarzystwa Kredytowego Ziemskiego w Radomiu, i Marii z domu von Graeve.
Ukończył studia w Szkole Nauk Politycznych w Paryżu i na Wydziale Filozofii Uniwersytetu Ruprechta i Karola w Heidelbergu, a w 1910 roku obronił doktorat z ekonomii. Był właścicielem majątków Biskupice i Miedzno-Gondy w powiecie sieradzkim oraz Cianowic w powiecie krakowskim. W latach 1910–1914 byłą sędzią w Skale koło Ojcowa, a następnie radcą w Towarzystwie Kredytowym Ziemskim w Warszawie.
Po odzyskaniu niepodległości pracował jako jeden z redaktorów „Dnia Polskiego”, angażował się w działalność Związku Ziemian i Związku Polskich Kawalerów Maltańskich, Stronnictwa Prawicy Narodowej, Zjednoczenia Monarchistów Polskich i Chrześcijańsko-Narodowego Stronnictwa Rolniczego.
Od 1928 roku należał do piłsudczykowskiego Bezpartyjnego Bloku Współpracy z Rządem. Zasiadał w Sejmie II kadencji jako członek komisji komunikacji i komisji reform rolnych, a następnie od 1930 roku w Senacie III kadencji jako członek komisji regulaminowej i komisji spraw zagranicznych.
W 1934 roku został oskarżony o działanie na szkodę państwa z powodu pomagania francuskiemu właścicielowi Zakładów Żyrardowskich (tzw. afera żyrardowska). Sąd partyjny BBWR usunął go wówczas z klubu parlamentarnego, mimo uwolnienia przez sąd honorowy od zarzutów. Zrzekł się mandatu senatora (mandat wygasł 20 grudnia 1934 roku).
W czasie II wojny światowej zaopatrywał i gościł w swoich posiadłościach partyzantów, wspierał także ludność żydowską. W 1945 roku wyjechał z kraju, wstąpił do 1. Dywizji Pancernej gen. Stanisława Maczka, po czym został zwolniony ze służby i osiadł w Paryżu. Tam też zmarł 29 lipca 1948 roku.

### Życie prywatne
Był żonaty z Pią Lasocką z domu Woroniecką. Miał syna Eustachego.